# Top Gear USA
Pour les articles homonymes, voir Top Gear.
Top Gear est une émission de télévision américaine sur l'automobile, dérivée de la version anglaise du même nom. Diffusée pour la première fois le 21 novembre 2010 sur la chaîne américaine History, la série en est en 2014 à sa quatrième saison, et totalise 52 épisodes. Elle est présentée par l'acteur Adam Ferrara, le pilote professionnel Tanner Foust et l’analyste automobile Rutledge Wood.
Cette version de Top Gear possède également son Stig, un pilote anonyme, et reçoit un invité chaque semaine.

## Diffusions
L’émission devait à l’origine être diffusée sur Discovery Channel, qui a essentiellement diffusé des extraits de la version britannique, accompagnée d’extraits en studio enregistrés spécialement par les animateurs de la BBC. En juin 2008, les chaînes NBC et BBC annoncent la version américaine de Top Gear et ses présentateurs. La première diffusion était attendue pour 2009 sur NBC, mais la chaîne décide en décembre 2008 de ne pas diffuser la série. En août 2010, la première bande-annonce de Top Gear a été diffusée sur Internet et la série a démarré le 21 novembre 2010 sur la chaîne History. 
Au Royaume-Uni, les deux premières saisons sont diffusées sur BBC Three. En France, c’est RMC Découverte qui la diffuse.

## Épisodes

### Saison 1 (2010–2011)
| N° d’épisode dans la saison | N° d’épisode dans la série | Episode                  | Date de diffusion | Invités            | Audience (en millions de téléspectateurs) |
| --------------------------- | -------------------------- | ------------------------ | ----------------- | ------------------ | ----------------------------------------- |
| 1                           | 1                          | Cobra Attack             | 21/11/2010        | Buzz Aldrin        | 1,9                                       |
| 2                           | 2                          | Blind Drift              | 28/11/2010        | Dominic Monaghan   | 1.28                                      |
| 3                           | 3                          | Flying Coupe DeVille     | 05/12/2010        | Ty Burrell         | -                                         |
| 4                           | 4                          | Halo vs. Velociraptor    | 12/12/2010        | Kid Rock           | -                                         |
| 5                           | 5                          | Beater Boot Camp         | 19/12/2010        | Tony Hawk          | -                                         |
| 6                           | 6                          | Fast in Florida          | 26/12/2010        | Michelle Rodriguez | -                                         |
| 7                           | 7                          | Used Car Salesmen        | 02/01/2011        | Tim Allen          | -                                         |
| 8                           | 8                          | Car vs. Plane            | 09/01/2011        | Bret Michaels      | -                                         |
| 9                           | 9                          | America's Toughest Truck | 16/01/2011        | -                  | -                                         |
| 10                          | 10                         | Best of Top Gear         | 23/01/2011        | -                  | -                                         |

### Saison 2 (2011–2012)
| N° d’épisode dans la saison | N° d’épisode dans la série | Episode                                                   | Date de diffusion | Invités                   | Audience (en millions de téléspectateurs) |
| --------------------------- | -------------------------- | --------------------------------------------------------- | ----------------- | ------------------------- | ----------------------------------------- |
| 1                           | 11                         | Challenge au Texas (Texas)                                | 24/07/2011        | -                         | 2,0                                       |
| 2                           | 12                         | Ma première voiture (First Cars)                          | 31/07/2011        | Rick Harrison and Chumlee | -                                         |
| 3                           | 13                         | Les voitures les plus folles (America's Strongest Pickup) | 07/08/2011        | Bill Engvall              | -                                         |
| 4                           | 14                         | Destination Vegas (Death Valley)                          | 14/08/2011        | –                         | -                                         |
| 5                           | 15                         | Coup de bluff dans les Hamptons (Luxury Car Challenge)    | 21/08/2011        | Arlene Tur                | -                                         |
| 6                           | 16                         | Côte Ouest en low cost (The $500 Challenge)               | 28/08/2011        | Adam Levine               | -                                         |
| 7                           | 17                         | Tous contre Tanner ! (Beating Tanner)                     | 04/09/2011        | Bridget Marquardt         | -                                         |
| 8                           | 18                         | Les meilleures voitures de films (Hollywood Cars)         | 18/09/2011        | Steve Schirripa           |                                           |
| 9                           | 19                         | Livraison explosive ! (Big Rigs)                          | 14/02/2012        | Edward Burns              | -                                         |
| 10                          | 20                         | Les voitures de l'extrême (Muscle Cars)                   | 21/02/2012        | Patrick Warburton         | -                                         |
| 11                          | 21                         | Jamais dans cette voiture ! (Dangerous Cars)              | 28/02/2012        | Joe Mantegna              | -                                         |
| 12                          | 22                         | La conquête de l'extrême (Continental Divide)             | 06/03/2012        | -                         | -                                         |
| 13                          | 23                         | Rendez-vous à Wall Street (Supercars)                     | 13/03/2012        | Jon Huertas               | -                                         |
| 14                          | 24                         | Bienvenue dans ma limousine (Limos)                       | 20/03/2012        | Stephen Moyer             | -                                         |
| 15                          | 25                         | Rutledge fait son show (Rut's Show)                       | 27/03/2012        | Lake Bell                 | -                                         |
| 16                          | 26                         | Le top du pire (Worst Cars)                               | 03/04/2012        | Kal Penn                  | -                                         |

### Saison 3 (2012-2013)
| N° d’épisode dans la saison | N° d’épisode dans la série | Episode                                           | Date de diffusion | Audience (en millions de téléspectateurs) |
| --------------------------- | -------------------------- | ------------------------------------------------- | ----------------- | ----------------------------------------- |
| 1                           | 27                         | Course-poursuite à Long Beach (Police Cars)       | 14/08/2012        | 1,7                                       |
| 2                           | 28                         | La plus petite voiture du monde (Small Cars)      | 21/08/2012        | 2,0                                       |
| 3                           | 29                         | Top & flop (Cult Classics)                        | 28/08/2012        | 1,57                                      |
| 4                           | 30                         | Voitures idéales ? (One Tank)                     | 04/09/2012        | 2,02                                      |
| 5                           | 31                         | Voitures hors normes ? (The Tractor Challenge)    | 18/09/2012        | 1,72                                      |
| 6                           | 32                         | Location longue durée (Monument to Moab)          | 25/09/2012        | 1,83                                      |
| 7                           | 33                         | En route pour Mexico (College Cars)               | 29/01/2013        | 1,57                                      |
| 8                           | 34                         | Véhicules inconduisibles (America's Toughest Car) | 05/02/2013        | 1,87                                      |
| 9                           | 35                         | Challenge sur l'autoroute (RVs)                   | 12/02/2013        | 1,60                                      |
| 10                          | 36                         | Plus cher, plus rapide (150 MPH Challenge)        | 19/02/2013        | 2,01                                      |
| 11                          | 37                         | Hep taxi ! (Best Taxi Challenge)                  | 26/02/2013        | 1,60                                      |
| 12                          | 38                         | Rêve de jeunesse (Adam's Show)                    | 05/03/2013        | 1,69                                      |
| 13                          | 39                         | Véhicule apocalyptique (Doomsday Drive)           | 12/03/2013        | 1,72                                      |
| 14                          | 40                         | Crossover (Mammoth Mountain)                      | 19/03/2013        | 1,88                                      |
| 15                          | 41                         | Défis sur la glace (Minnesota Ice Driving)        | 26/03/2013        | 1,98                                      |
| 16                          | 42                         | Défi volcanique (Viking Trucks)                   | 02/04/2013        | 2,17                                      |

## Sortie DVD
La première saison est sortie en DVD (Région 1) par la BBC le 19 juillet 2011. 